# أ. أوستين تيت
أ. أوستين تيت (بالإنجليزية: A. Austin Tate)‏ هو لاعب كرة قدم أمريكية أمريكي، ولد في 14 فبراير 1894 في بوسطن في الولايات المتحدة، وتوفي في 7 أغسطس 1943 في بيت لحم في الولايات المتحدة.